# Alexandru din Telese
Alexandru din Telese (în limba italiană: Alessandro Telesino) a fost un cronicar italian și abate de San Salvatore, în apropiere de Telese, în sudul Italiei de dinainte de 1127 până înainte de noiembrie 1143.
Cea mai celebră scriere a sa a fost Faptele regelui Roger de Sicilia, o lucrare în primul rând biografică acoperind perioada de domnie a regelui Roger al II-lea al Siciliei. Opera a fost redactată la solicitarea și sub patronajul Matildei, soră vitregă a regelui Roger și, din 1131, soție a lui Rainulf, conte de Alife, devenit între timp unul dintre adversarii regelui Roger. Cronica devine amănunțită abia când începe să nareze evenimentele începând cu anul 1127, încheindu-se brusc cu anul 1136. Deși scrisă pentru sora lui Roger și totodată soția principalului dușman al acestuia, lucrarea este categoric laudativă la adresa regelui. Este vorba de un contrast clar față de cronica unui alt contemporan, Falco de Benevento, care pare să se opună lui Roger în toate detaliile.